# Castelo da Guarda
O Castelo da Guarda localiza-se na cidade e município da Guarda, distrito do mesmo nome, em Portugal.
Em posição dominante sobre a cidade mais alta do país, ergue-se a 1.056,3 metros do nível do mar. Apesar de muito descaracterizado pelas intervenções particularmente a partir do século XIX, os troços remanescentes de seus antigos muros ainda definem, em alguns trechos, os limites urbanos.
O Castelo da Guarda está classificado como Monumento Nacional desde 1910.

## História

### Antecedentes
Acredita-se que a primitiva ocupação deste sítio, num dos flancos da serra da Estrela, remonte a um antigo castro. No século I, à época da ocupação romana, esta povoação, próxima a um entroncamento de estradas, desenvolveu-se, com o nome de Lancia oppidana. Acredita-se, ainda, que o atual topônimo Guarda, modificação do neolatino Garda, originou-se no germânico Warda, empregado pelos Visigodos.

### O castelo medieval
Informações mais seguras apontam para a construção de uma linha fortificada cobrindo esta região na passagem para o século XIII, momento em que Sancho I de Portugal (1185-1211) transferiu para aqui a diocese de Egitânia, dando novo alento à cidade. É a este soberano que se deve o primeiro foral da cidade (a Guarda nasceu já cidade por Foral de 27 de novembro de 1199) - nos mesmos moldes de Salamanca e de Numão -, e a quem se atribui o início do primeiro castelo, em posição dominante sobre a cidade, datando o chamado Torreão de 1187. No reinado de seu sucessor, Afonso II de Portugal (1211-1223), foi iniciada a Torre de Menagem (1290) e o troço norte das muralhas, junto à Porta d'El Rei.
Reformas posteriores, realizadas nos reinados de Dinis de Portugal (1279-1325), de Fernando I de Portugal (1367-1383) e de João I de Portugal (1385-1433), reformularam-lhe a feição original, conferindo-lhe o desenho que hoje se pode reconstituir em linhas gerais, embora a investigação se depare com o problema de atribuição dos troços e torres sobreviventes a um destes três reinados. De maneira geral considera-se que o de:
- D. Dinis foi responsável pela chamada Torre dos Ferreiros, erguida com pedra proveniente da Igreja de Nossa Senhora da Consolação, assim como o troço este das muralhas e a chamada Porta da Erva;
- D. Fernando é responsável por alguns trabalhos e pelo arrasamento do arrabalde este; e
- D. João I pela conclusão dos troços norte (junto ao Torreão) e sul (junto à Porta da Covilhã) das muralhas.

Foi na vila da Guarda que D. Dinis planeou, entre 1295 e 1296, as negociações diplomáticas que culminaram no Tratado de Alcanizes e na incorporação das terras além do rio Côa ao território português.
Posteriormente, no contexto da Crise de 1383-1385, tal era o apoio com que o partido de Castela contava entre a nobreza portuguesa que, no início de 1384, quando da primeira invasão castelhana, João I de Castela entrou praticamente sozinho em Portugal, antes mesmo de seu exército. A caminho de Lisboa, tendo chegado à Guarda acompanhado apenas pela sua esposa e por um pequeno séquito de cerca de trinta pessoas, foi recebido processionalmente pelo bispo da diocese e pelo clero, acorrendo depois numerosos fidalgos ao paço episcopal onde se hospedou. Segundo a tradição, na ocasião o alcaide do castelo, Álvaro Gil Cabral, trisavô de Pedro Álvares Cabral, levantou-se em armas, negando-se a entregá-lo.
No início do século XV, o castelo conhece nova etapa construtiva, com a ereção da chamada Torre Nova, junto à Porta da Covilhã.
No século XVIII, no Verão de 1704, D. Pedro II (1667-1706), em apoio à candidatura do arquiduque Carlos de Áustria ao trono espanhol, acompanhou-o à Guarda para planear a invasão da Espanha por tropas portuguesas; esta acabou por não se concretizar nesse ano, só sucedendo em 1706. Nesse século, o conjunto defensivo era constituído pelos muros onde se rasgavam: a Porta Nova (ou Porta da Covilhã), a este; a Porta do Curro e a Porta Falsa, a norte; a Porta da Erva (ou Porta da Estrela), a este, junto ao Torreão; no perímetro interno, assinalavam-se a Porta d’El Rei e a Porta Falsa, a norte; e a Porta dos Ferreiros, a este. Além dessas, subsistiam a Torre de Menagem (a sul), a Torre dos Ferreiros e a Torre Nova (ou Torre da Covilhã), a este.

### Do século XIX aos nossos dias
Durante o século XIX, frente à expansão da malha urbana, começaram a ser demolidos os seus muros medievais, com a explosão das rochas que lhes serviam de alicerce para a abertura de ruas e a construção de edificações. Registaram-se, progressivamente:
- 1801, a demolição de alguns troços de muralhas;
- em algum momento da segunda metade do século XIX, a demolição do Torreão (Torre Velha), bem como da Porta do Curro (a norte), da Porta Nova (a sul), e do troço de muralhas junto ao Torreão;
- entre 1887 e 1888, a demolição da Torre Nova (Torre da Covilhã);

Ao final do período subsistia um troço de muralhas e a Porta junto à Capela do Senhor do Bonfim (1890) e um troço de muralha no terreiro do antigo Mercado dos Porcos (1898). No início do século XX subsistia um troço da muralha no antigo Largo do Espírito Santo, fronteiro à Porta d’El Rei (1910). Nesse momento, os remanescentes do castelo medievais foram classificados como Monumento Nacional por Decreto de 16 de Junho de 1910. Apesar dessa providência, registrou-se ainda, em 1935, a demolição dos troços de muralhas entre a cerca do Solar Torre Vasconcelos até à altura da Rua Tenente Valadim. Um novo Decreto, em 1951, ampliou a classificação para incluir, além do castelo, a Torre dos Ferreiros, o troço de muralhas junto à torre, e os demais troços de muralha remanescentes.
A intervenção do poder público iniciou-se na década de 1940, tendo sido executadas no período diversas intervenções de consolidação, limpeza e restauro pela Direcção-Geral dos Edifícios e Monumentos Nacionais (DGEMN). Esse organismo desenvolveu uma segunda campanha entre 1956 e 1965, e uma terceira, entre 1984 e 1985, quando foram promovidas diversas beneficiações. Em 1989 foram executados trabalhos de prospecção arqueológica, a cargo do IPPC. Mais recentemente foram executados trabalhos de consolidação de muralhas (DGEMN, 1994), elaborando-se um projeto para a recuperação da Torre dos Ferreiros (DGEMN, 2004).

## Características
O castelo apresentava planta poligonal irregular orgânica (adaptado ao terreno), em alvenaria de granito, abundante na região, e a sua arquitectura combinava elementos do estilo românico e do gótico. O conjunto compreendia dois espaços principais: a cidadela (alcáçova), dominada pela Torre de Menagem, e a almedina, delimitada pela cerca. Destes muros restam alguns troços, a saber:
- três, a leste: (a) da Rua Tenente Valadim até à Torre dos Ferreiros; (b) na Rua Lopo de Carvalho; e (c) da Porta da Erva até ao Torreão na Avenida Bombeiros Voluntários, apresentando vestígios das ruínas deste último;
- dois, a norte: (e) na Avenida Bombeiros Voluntários; e (f) na Travessa do Povo, junto à Porta d'El Rei;
- um, a oeste: (g) a partir da Rua Salvador do Nascimento, integrando a denominada Porta Falsa.

A Torre de Menagem, de planta pentagonal irregular, em estilo gótico, ergue-se no topo de uma colina, alicerçada na mole granítica. Originalmente apresentava dois pavimentos, acedidos por uma porta de verga reta. Atualmente o seu interior divide-se em três pavimentas.
A chamada Torre Velha, isolada das muralhas, de planta poligonal, com uma janela de arco de volta perfeita, caracteriza o recinto mais antigo, em torno da qual se erguia a alcáçova.
A chamada Torre dos Ferreiros, a meia encosta, apresenta planta quadrangular com porta dupla em cotovelo, com os respectivos arranques de troços anexos, sendo a principal referência da quase desaparecida cerca da cidade. Apresenta, em uma das suas faces, um dos Passos da Paixão originalmente integrante da Via Sacra.
Com relação às portas rasgadas nos muros, destacam-se:
- Porta da Erva, do Sol ou Porta da Estrela, a leste, exibe perfis distintos intra e extra dorsos. No primeiro forma arco de volta perfeita com aduelas irregulares, e, no seu correspondente, arco apontado, com vestígios de ter sido originalmente mais amplo, também de volta perfeita.
- Porta dos Ferreiros, a leste, constitui-se em uma entrada em cotovelo, protegida pela torre de planta quadrangular, apresentando dois vãos de acesso: um na face oeste, com arco abatido no intradorso e de volta perfeita no extradorso, encimado por passadiço; outro na face sul, em arco apontado no intradorso e de volta perfeita no extradorso. No ângulo interior, encontra-se um nicho gradeado em ferro constituindo um oratório sob a invocação do Cristo Crucificado, conhecido por Senhor dos Aflitos.
- Porta d’El Rei, a oeste, em arco apontado.

Com relação às portas admite-se que a Porta da Covilhã e a Porta dos Curros, as mais afastadas na malha urbana, deveriam existir desde a construção inicial, uma vez que entre ambas se estende a Rua Direita, via principal do burgo. Paralelamente, um segundo eixo viário foi aberto entre a Porta da Erva e a Porta d’El Rei, longitudinalmente em relação à Rua Direita, cruzando-a a meio caminho, em época posterior.